# Tim Krul
Timothy Michael „Tim“ Krul (* 3. April 1988 in Den Haag) ist ein niederländischer Fußballtorhüter, der beim englischen Verein Luton Town unter Vertrag steht.

## Karriere

### Verein
Krul wuchs in Den Haag auf und spielte in der Jugend beim HVV Ras und bei ADO Den Haag. Im Mai 2005 spielte er für die niederländische U-17-Auswahl bei der Europameisterschaft in Italien und kam durch gute Leistungen ins Blickfeld verschiedener Vereine. Im Juli 2005 wurde bekannt, dass Newcastle United den 17-Jährigen verpflichtet hatte; er erhielt einen Dreijahresvertrag. Sein erster Profieinsatz für die Magpies war in einem UEFA-Pokalspiel am 2. November 2006 bei US Palermo, das Newcastle mit 1:0 gewann. Nach diesem Spiel warfen ihn eine Knieverletzung und die nachfolgende Operation zurück.
Im Juni 2007 wurde sein Vertrag um vier Jahre verlängert. Anschließend wurde er an den schottischen Erstligisten FC Falkirk verliehen, um Spielpraxis zu sammeln. Am 21. November 2008 wurde Krul für zwei Monate an Carlisle United ausgeliehen.
Im Januar 2009 kehrte Krul nach Newcastle zurück. Am 8. August 2009 gab er sein Debüt für Newcastle. Der Stammtorhüter Steve Harper verletzte sich im Spiel gegen West Bromwich Albion und wurde zur Halbzeit durch Krul ersetzt. Er zeigte eine beeindruckende Leistung in dem Spiel und wurde anschließend von der englischen Presse hochgelobt. In den folgenden Spielen ersetzte er weiterhin den noch verletzten Harper. Am 21. Dezember 2013 absolvierte Krul sein 100. Ligaspiel für Newcastle United. Nach dem Abstieg der Magpies 2016 wechselte Krul für ein Jahr auf Leihbasis zum AFC Ajax in seine niederländische Heimat. Im Zeitraum der Saisons 2018/19 bis 2022/23 spielte er für Norwich City. Im Sommer 2023 wechselte Krul erneut innerhalb Englands, diesmal zum Premier League Verein Luton Town.

### Nationalmannschaft
Mit der U-17-Auswahl der Niederlande gewann Krul im Oktober 2005 bei der Weltmeisterschaft in Peru eine Bronzemedaille. Mit der niederländischen U-21-Nationalmannschaft wurde er im Juni 2007 Europameister, ohne allerdings ein Spiel absolviert zu haben. 2009 wurde er in den Kader der U-21 für das Turnier von Toulon berufen. 2011 wurde er, nachdem sich die Stammtorhüter Maarten Stekelenburg und Michel Vorm verletzt hatten, von Bondscoach Bert van Marwijk in den Kader für eine Südamerikareise der Elftal berufen. Hier gab er am 4. Juni 2011 im Match gegen Brasilien in Goiânia sein Debüt in Oranje.
Am 5. Juli 2014 wurde er kurz vor dem Ende der Nachspielzeit eingewechselt und hielt beim Elfmeterschießen im WM-Viertelfinalspiel in Salvador (Bahia) gegen Costa Rica zwei Schüsse von Bryan Ruiz und Michael Umaña, damit brachte er die Elftal ins Halbfinale gegen Argentinien. Sein Verhalten dabei wurde von zahlreichen Beobachtern weltweit als unsportlich bewertet.

## Erfolge

### Nationalmannschaft
- Dritter der Weltmeisterschaft: 2014